# Renaco de Oromina
El Renaco de Oromina, elemento importante en el turismo de la zona. Es un árbol de la especie Ficus citrifolia ubicado en el Recreo Turístico Baños Sulfurosos de Oromina en el distrito y provincia de Moyobamba, departamento de San Martín, en Perú.
Es considerado árbol patrimonial desde el año 2023.

## Descripción
Los Baños sulfurosos de Oromina, es un área de conservación administrado por la Municipalidad Provincial de Moyobamba desde el año 2012.  Tiene como objetivo el desarrollo del turismo de naturaleza, de salud y de bienestar. Cuenta con tres piscinas azufradas de 8 °C que emergen del subsuelo donde se realiza baños medicinales y terapéuticos que son ideales para el tratamiento de enfermedades reumáticas, de la piel, cardiovasculares y respiratorias.
Es en este ambiente en el que se desarrolla el ejemplar, sus raíces envuelven una de las pozas de aguas sulfurosas. Destacan de esta especie, sus grandes raíces aéreas que forman troncos retorcidos de aspecto muy prominente. Por estas características este árbol es utilizado para sesiones fotográficas por los visitantes.
Fue reconocido como árbol patrimonial por su valor ecológico, ambiental, histórico y cultural.  Además debido a su tamaño y sus raíces prominentes.

## Historia
No existe una historia específica sobre el renaco en la zona, sin embargo a esta especie debido a sus prominentes raíces se le asociaron leyendas ancestrales, cuentos y mitos provenientes de entidades espirituales.Según el informe técnico mediante el cual se reconoció como árbol patrimonial, se mencionan dos cuentos vinculados con el renaco:
La niña y el renaco:

José Isuiza era un conocedor del lugar y guiaba a diversos cazadores en la espesura de la selva. Fue así como un día, un feudal español, que estaba de vacaciones por la selva y era amante de la caza, lo contrató para retomar su vieja afición en la hermosa ciudad de Moyobamba. Se encontraron a las 5 de la mañana y cuando llovía a mares, partieron por un lindero que llevaba a un bosque frondoso, lleno de renacos y de vegetación por doquier, en busca de los más extraños animales que podría llevar consigo. Llegaron a una collpa y divisaron un tierno majás. El español, sin duda, disparó; el animal cayó en el acto y el hombre estalló de felicidad. Don José, conocedor de la zona, le advirtió que no era bueno cazar de esta manera y que debería respetar el espíritu de la selva. Al llegar a una inmensa laguna vieron un hermoso ciervo y, alrededor de ellos, en el fango, unas pisadas que don José jamás había visto de cerca. Comprendió que el viejo diablo del monte los había atrapado y trató de convencer al español de que era necesario alejarse, pero su ambición fue más fuerte y persiguió al venado hasta que ya no lo pudieran ver, pues se había escondido en un renaco. El español lo siguió y este se convirtió en un osos hormiguero. Disparó y ahora es un pequeño hombrecillo con pie de venado, que rápidamente subió al árbol. Le disparó dos veces más y, al mirar hacia el árbol, el cazador lanzó un grito de terror y cayó para nunca despertarse. Don José, al ver hacia el árbol de la selva, logro observar la imagen de una niña, que era la viva imagen de la hija del español, abrazada a una de las ramas. (Autor: José Antonio Cordova Wajajay).

El Renaco y el espíritu del hombre del bosque:

El Renaco es un árbol que crece en las Tahuampas y en los bosques que se inundan con las crecientes de los ríos en los inviernos de la Amazonía. Junto a un renaco crece otro, y otro y otro. Decenas, centenares y miles de renacos forman un renacal. El renaco representa y simboliza el espíritu del hombre del bosque de la Amazonía como el renaco, nosotros los hombres y mujeres de la Amazonía hundimos nuestras raíces, hasta el fondo de la realidad. Nos fijamos en el suelo, buscamos los ojos de agua, es decir nos enraizamos en nuestra propia realidad y buscamos nuestra propia identidad en el ojo del agua de nuestras creencias y en el legado de nuestros ancestros. (Autor: Miguel Mendoza Vargas).

## Galería

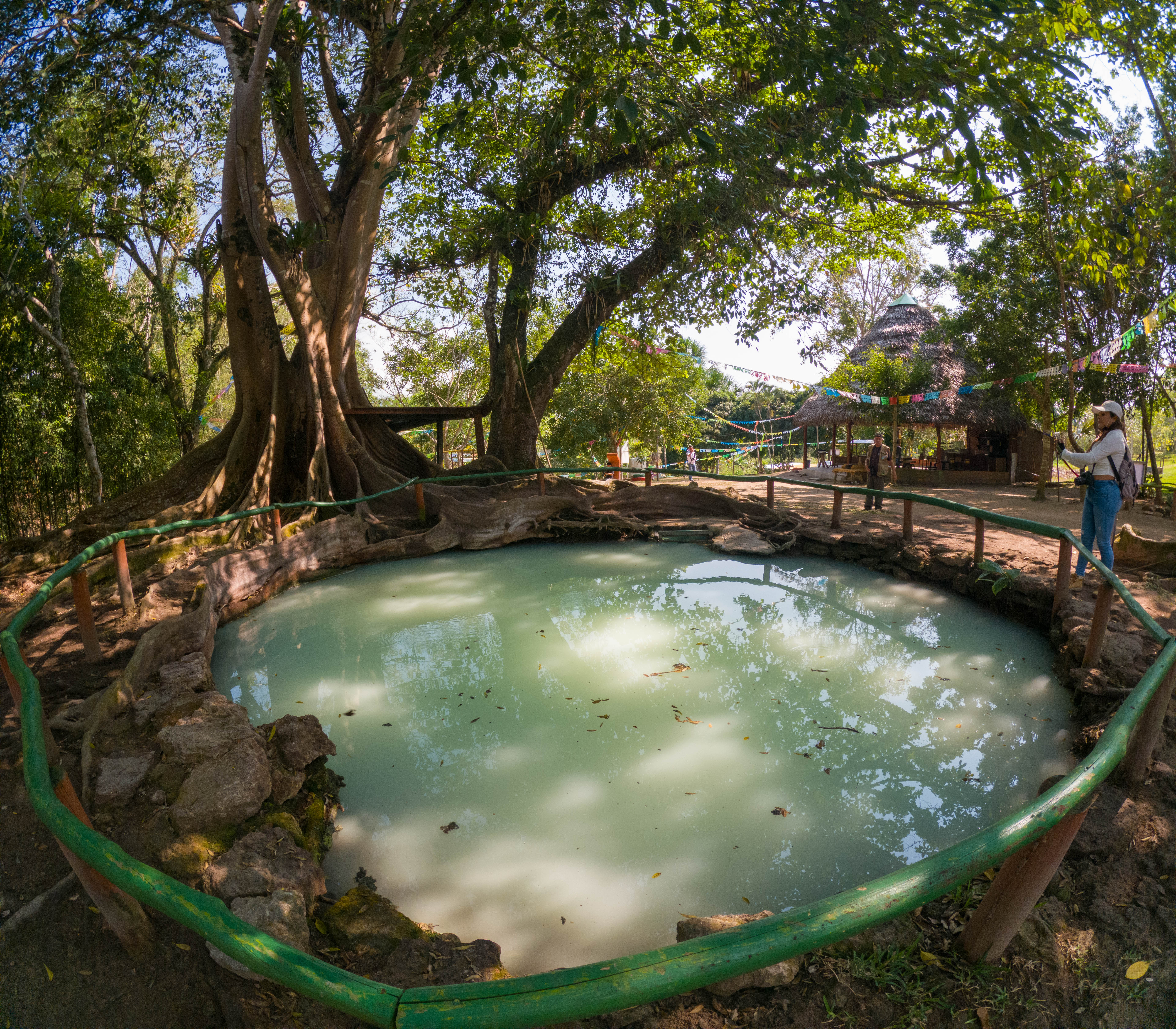
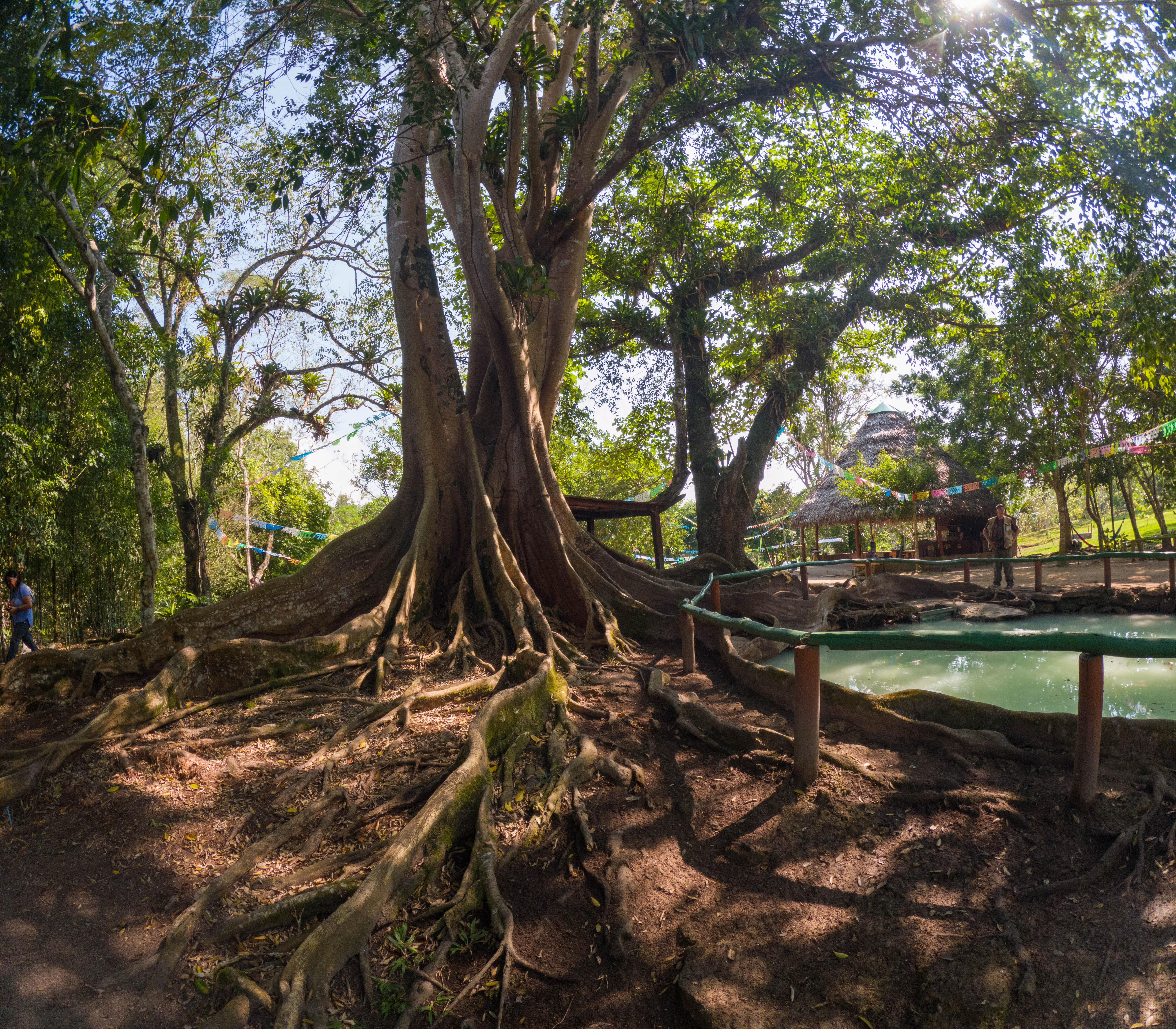
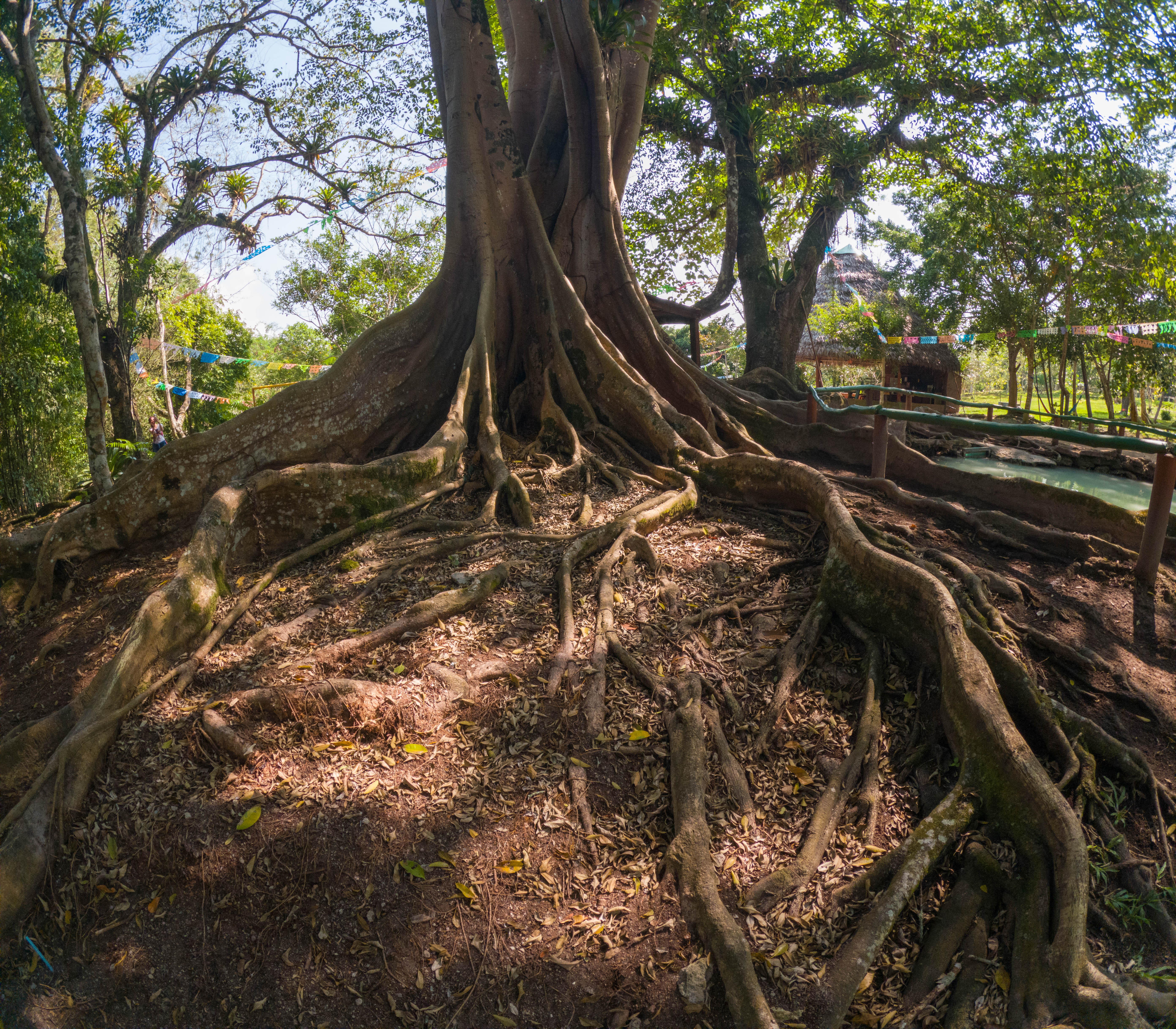
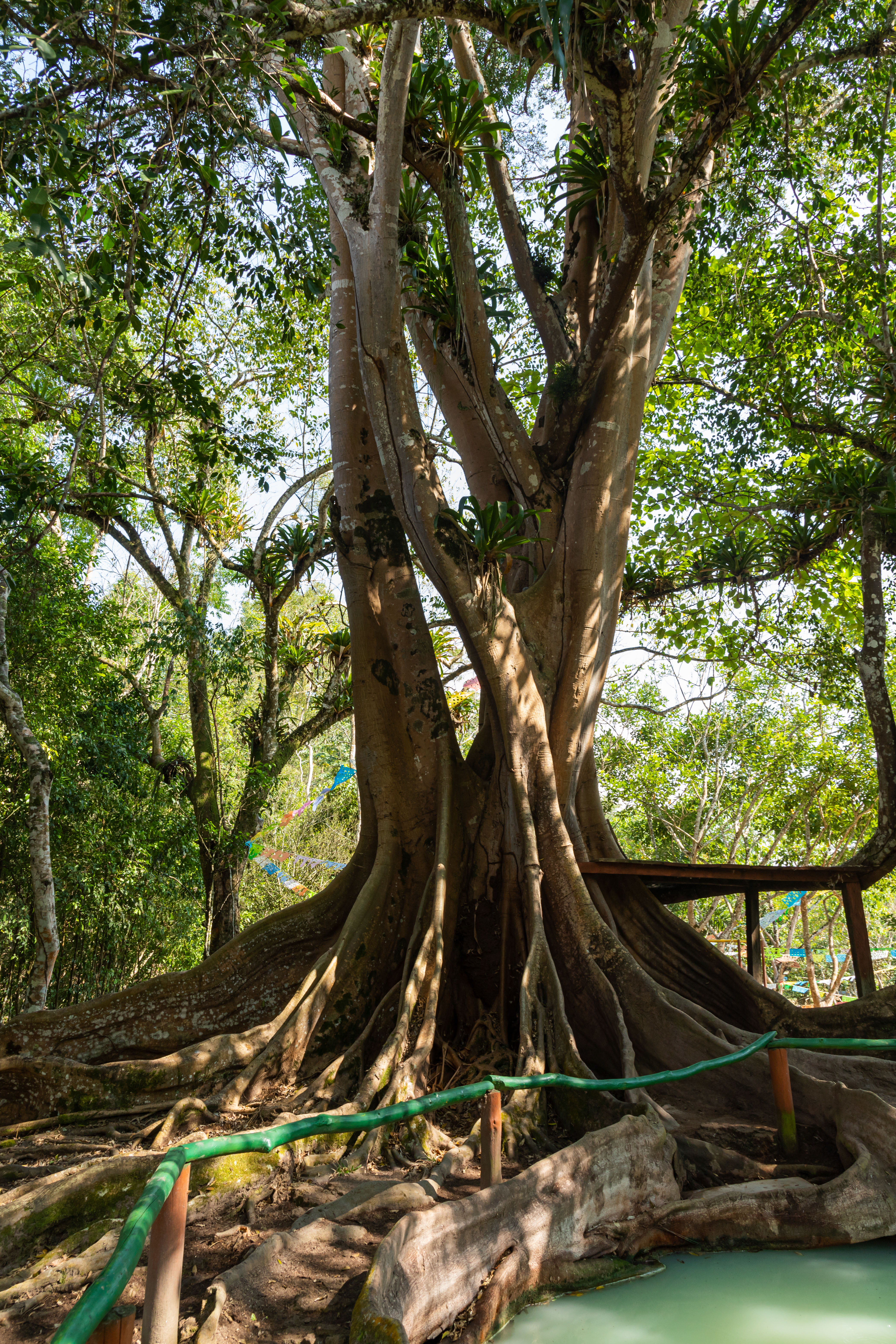
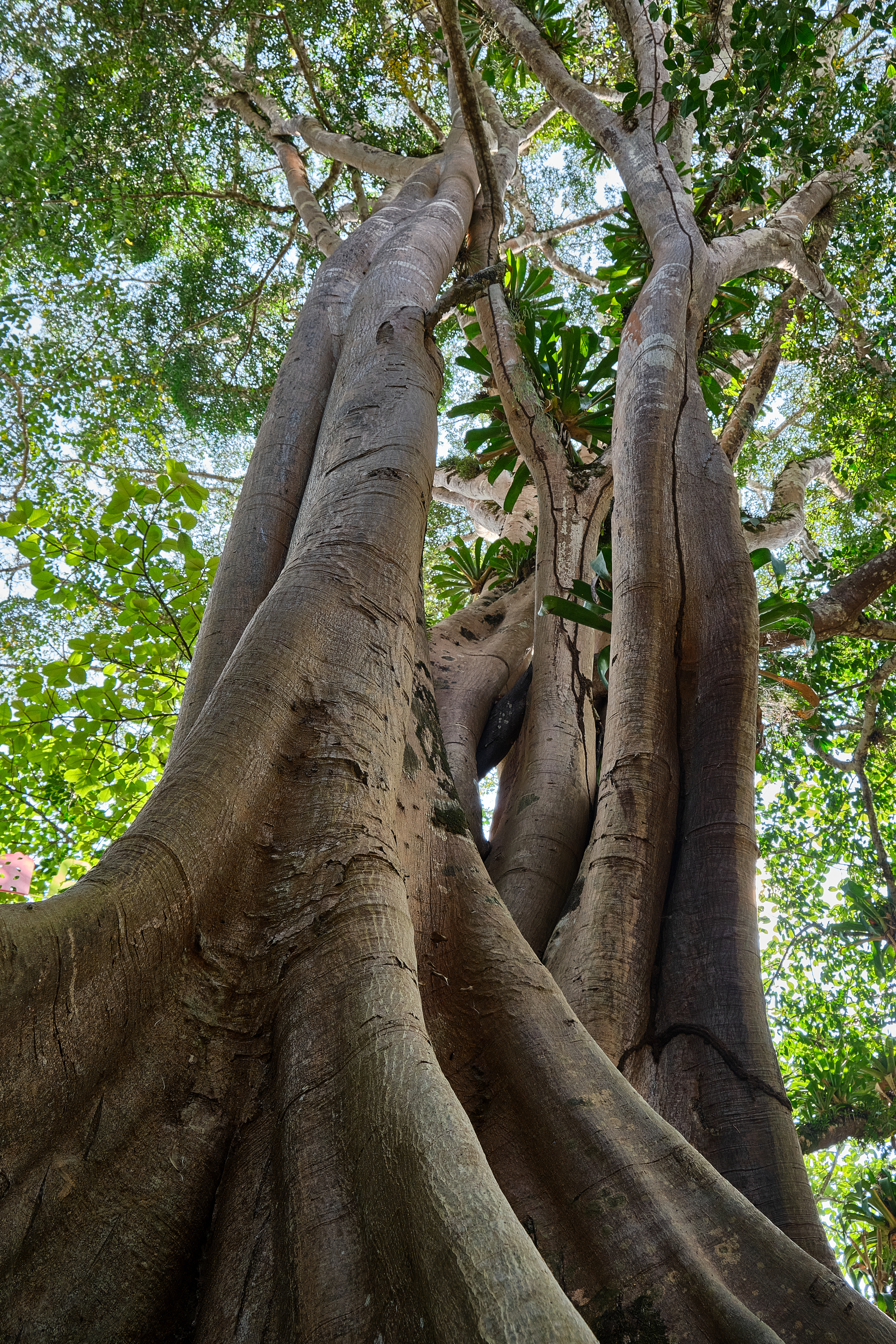